# José María del Canto Marín de Poveda
José María del Canto Marín de Poveda (Angol, 1 de noviembre de 1800 - 21 de mayo de 1877) fue un militar chileno, teniente coronel durante la Guerra contra la Confederación Perú-Boliviana. Padre de José María del Canto Arteaga, otro militar destacado.

## Biografía
Hijo de José María del Canto y de Josefa Marín de Poveda. Sintió interés de militar, así es que fue a estudiar a Alemania.

## Independencia de Chile
En 1814 se le ordenó volver a Chile y participó en la Batalla del Roble, Batalla de Chacabuco y en la Batalla de Maipú. Después en el gobierno de Bernardo O'Higgins se le mantuvo leal, hasta que supo la muerte de José Miguel Carrera y Manuel Rodríguez.

## Revolución de 1829
En la revolución, se mantuvo leal a los Pelucones y asistió a la Batalla de Lircay como teniente coronel.

## Guerra contra la Confederación Perú-Boliviana
El coronel del Canto participó como jefe de la Combate de Buin donde se enfrentó con Ramón Freire y resultó triunfante. Participó como coronel en la Batalla de Yungay.

## Revolución de 1851
En 1851 se mantuvo leal a Manuel Montt y en un cambate de Santiago se enfrentó en el general Pedro Urriola y nuevamente resultó triunfante. Luego en Talcahuano con el general José María de la Cruz.

## Guerra contra España
En 1865 se declaró la Guerra contra España y al pertenecer a la caballería no formó parte de la guerra, por ser naval.

## Vida postguerra
Jubiló en 1870 y no volvió al ejército, volvió a Angol, su tierra natal.
No alcanzó a vivir la Guerra del Pacífico, pues falleció el 21 de mayo de 1876.
- Datos: Q5943775